# Jacqueline Pierreux (actrice)
Pour les articles homonymes, voir Jacqueline Pierreux.
Jacqueline Léone Madeleine Pierreux, née à Rouen le 15 janvier 1923 et morte à Salins le 10 mars 2005, est une actrice et productrice française.

## Biographie
Jacqueline Pierreux a été mariée au scénariste et romancier Pierre Léaud. Elle est la mère de l'acteur Jean-Pierre Léaud.
Elle est enterrée dans la commune de Merri (Orne) où elle possédait une maison.

## Théâtre
- 1945 : Un homme comme les autres d'Armand Salacrou, mise en scène Jean Wall, Théâtre Saint-Georges
- 1947 : Un homme comme les autres d'Armand Salacrou, mise en scène Jean Wall, Théâtre Saint-Georges
- 1948 : J'irai cracher sur vos tombes de Boris Vian, mise en scène Alfred Pasquali, Théâtre Verlaine
- 1949 : La Demoiselle de petite vertu de Marcel Achard, mise en scène Claude Sainval, Comédie des Champs-Élysées
- 1951 : Une nuit à Megève de Jean de Letraz, mise en scène Parisys, Théâtre Michel
- 1974 : La Folle de Chaillot de Jean Giraudoux, mise en scène Jean Deschamps, tournée, Théâtre du Midi, Théâtre de Nice

## Filmographie

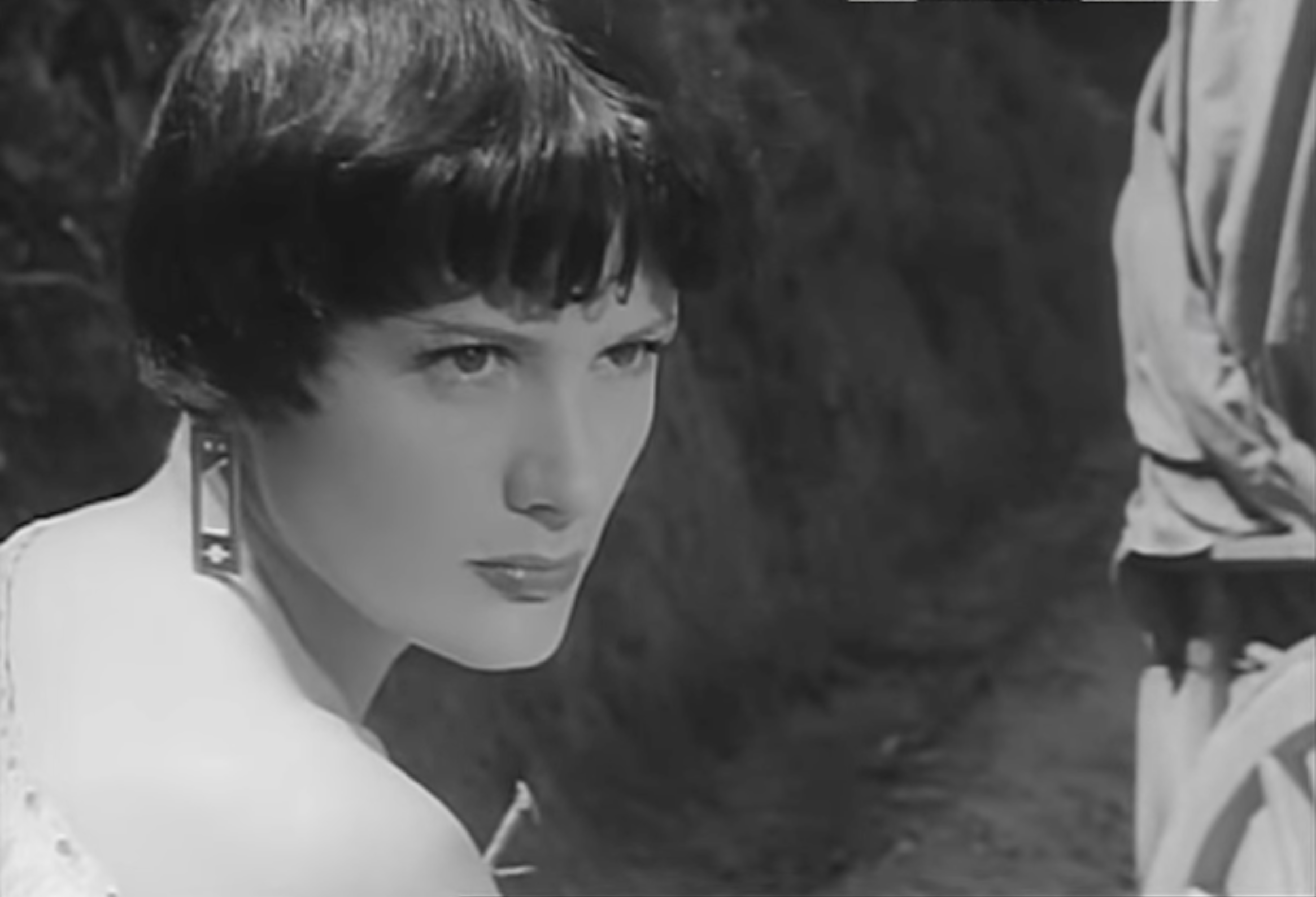
Jacqueline Pierreux dans Fra Diavolo (1950).

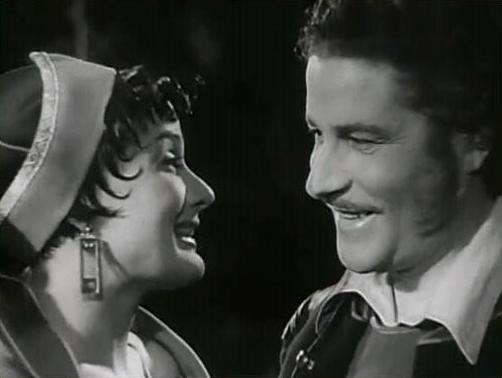
Jacqueline Pierreux et Amedeo Nazzari dans Fra Diavolo (1950).

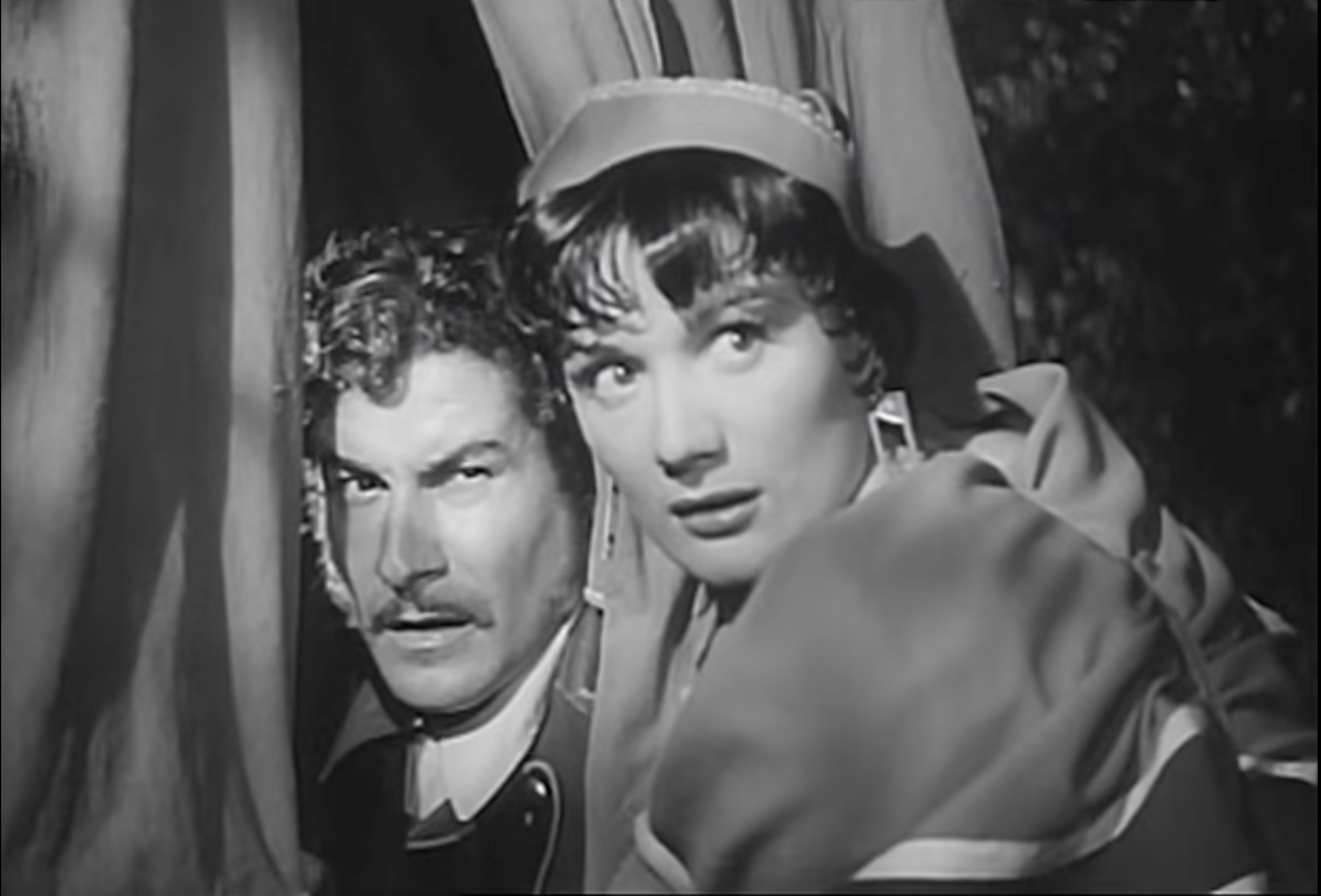
Jacqueline Pierreux et Amedeo Nazzari dans Fra Diavolo (1950).

### Cinéma
- 1943 : Échec au roy de Jean-Paul Paulin
- 1943 : Le Soleil de minuit de Bernard Roland
- 1943 : Les Ailes blanches de Robert Péguy
- 1945 : Le Couple idéal ou Voyage au pays des loufoques de Bernard Roland : Pearl Black
- 1946 : Les Démons de l'aube d'Yves Allégret
- 1946 : On ne meurt pas comme ça de Jean Boyer
- 1947 : L’Arche de Noé d'Henry Jacques
- 1947 : Six heures à perdre d'Alex Joffé et Jean Lévitte
- 1947 : Vertiges de Richard Pottier
- 1947 : Coups de soleil de Marcel Martin
- 1948 : La Figure de proue de Christian Stengel
- 1948 : Scandale de René Le Hénaff
- 1948 : Entre onze heures et minuit d'Henri Decoin
- 1949 : Le Cas du docteur Galloy de Maurice Téboul
- 1950 : Rome-Express de Christian Stengel
- 1950 : Banco de prince de Michel Dulud
- 1950 : Meurtres de Richard Pottier
- 1950 : L'amore di Norma de Giuseppe Di Martino
- 1950 : Fra Diavolo (Donne e briganti) de Mario Soldati
- 1951 : Au pays du soleil de Maurice de Canonge
- 1951 : Le Dindon de Claude Barma
- 1951 : Une enfant dans la tourmente de Jean Gourguet
- 1951 : Abbiamo vinto! de Robert A. Stemmle
- 1951 : Malavita de Rate Furlan
- 1952 : Nous sommes tous des assassins d'André Cayatte
- 1953 : Cet homme est dangereux de Jean Sacha
- 1953 : Le Chasseur de chez Maxim's de Henri Diamant-Berger
- 1953 : La rafle est pour ce soir de Maurice Dekobra
- 1953 : Légère et court vêtue de Jean Laviron : Simone, la maîtresse de Pierre
- 1953 : Plume au vent de Louis Cuny
- 1953 : Pluma al viento de Ramon Torrado (version espagnole du film précédent)
- 1953 : Le Collège en folie d'Henri Lepage
- 1953 : Les Marrants terribles (Top of the form) de John Paddy Carstairs
- 1954 : Minuit... Champs-Élysées de Roger Blanc
- 1954 : Après vous, duchesse de Robert de Nesle
- 1954 : Bonjour la chance de Guy Lefranc et Edgar Neville
- 1954 : La ironía del dinero (version espagnole du film précédent)
- 1954 : Série noire de Pierre Foucaud
- 1954 : Le Séducteur (Il seduttore) de Franco Rossi
- 1955 : El canto del gallo de Rafael Gil
- 1955 : Amour, tango, mandoline (Liebe ist ja nur ein Märchen) d'Arthur Maria Rabenalt
- 1956 : Bonjour Toubib de Louis Cuny
- 1956 : Mannequins de Paris d'André Hunebelle : Pearl
- 1956 : OSS 117 n'est pas mort de Jean Sacha
- 1956 : Après-midi de taureaux (Tarde de toros) de Ladislas Vajda
- 1956 : La gran mentira (ca) de Rafael Gil
- 1957 : Cumbres luminosas de José Foguès
- 1957 : ¡Viva lo imposible! (ca) de Rafael Gil
- 1958 : Amour, autocar et boîtes de nuit de Walter Kapps
- 1959 : Chi si ferma è perduto de Sergio Corbucci
- 1959 : Despedida de soltero d'Eugenio Martín
- 1961 : La Vendetta de Jean Cherasse
- 1961 : Totò, Peppino et la Douceur de vivre (Totò, Peppino e la dolce vita) de Sergio Corbucci
- 1963 : L'Opéra de quat'sous (Die Dreigroschenoper) de Wolfgang Staudte
- 1963 : Les Femmes des autres (La rimpatriata) de Damiano Damiani
- 1963 : Les Trois Visages de la peur (Tre volti della paura) de Mario Bava
- 1970 : Le Cinéma de papa de Claude Berri
- 1978 : Violette Nozière de Claude Chabrol

### Courts-métrages
- 1943 : Paperasses de Jacques Lemoigne
- 1947 : Chambre 34 de Claude Barma
- 1947 : Coups de soleil de Marcel Martin
- 1948 : Les Dupont sont en vacances de André Pellenc
- 1951 : Vedettes sans maquillage de Jacques Guillon

### Télévision
- 1959 : En votre âme et conscience :  L'Affaire Benoît de Claude Barma
- 1967 : Les Habits noirs, feuilleton télévisé de René Lucot
- 1968 : Don Juan revient de guerre de Marcel Cravenne
- 1969 : Les Enquêtes du commissaire Maigret de René Lucot, épisode La Maison du juge : Valentine
- 1967 : En votre âme et conscience, épisode : L'Affaire Dumollard de  Jean Bertho
- 1980 : Tarendol de Louis Grospierre